# William H. Ellis
Pour les articles homonymes, voir William Ellis (homonymie) et Ellis.
William H. Ellis, de son vrai nom Guillaume Enriques Ellesio, surnommé The Moore est un homme d'affaires afro-américain. Il est connu pour avoir été l'un des premiers à tenter de développer des liens entre les Afro-Américains et l'Éthiopie à la fin du XIXe siècle.

## Biographie
Ellis est né au Texas en 1864. Il travaille en tant que cowboy au Texas et à Mexico avant d'entrer à l'université au Tennessee. Ses premiers pas dans le monde des affaires se font en tant que lainier et vendeur de cuir à San Antonio en 1886.
Ellis cultive ses relations avec l'entourage du président mexicain Porfirio Diaz. En 1889, il annonce son ambition de "coloniser" Mexico avec des Noirs américains et fonde une colonie agricole près de Mapimi en 1894-95, ambition qui échoue à la suite d'une épidémie de variole,. Il part pour New York en 1897 où il devient Agent de change à Wall Street.
En 1903, il arrive à Addis Ababa accompagné de l'haïtien Benito Sylvain avec un double objectif : fournir un refuge en Éthiopie aux Noirs américains, et y développer des plans d'affaires et de développement.
Ellis est conscient des opportunités qu'il peut trouver en Éthiopie. En tant que lainier et vendeur de cuir, il sait que l'Éthiopie vend la quasi-totalité de sa production aux États-Unis.
Ménélik II, qui connaît bien Benito Sylvain, reçoit Ellis. Bien qu'Ellis parte avant que son commissaire, Skinner n'arrive en décembre 1903, il joue un rôle clé dans les négociations, revenant en 1904 avec un accord signé. Ménélik II accorde à Ellis des concessions de terres pour y faire pousser du coton.
Cependant le rêve d'Ellis ne se réalise pas, l'Empereur perdant de son autorité à partir de 1906, à la suite de crises d'apoplexie qui le rendent infirme.
Ellis meurt en 1923. Il sera enterré anonymement à Mexico.

### Ouvrages
- Karl Jacoby (trad. de l'anglais), L' esclave qui devint millionnaire : les vies extraordinaires de William Ellis, Toulouse, Anacharsis, coll. « Essais. Série Histoire », 2018, 425 p. (ISBN 979-10-92011-62-3, SUDOC 230923402).

### Articles
- (en) Richard Pankhurst, William H. Ellis-Guillaume Enriques Ellesio: First Black American Ethiopicist, Ethiopia Observer 15, 89-121, 1972.